# Янов Стан
Янов Стан — посёлок на межселенной территории Туруханского района Красноярского края.
Расположен в верхнем течении реки Турухан, в 170 км к западу от Туруханска и в 25 км от административной границы с Красноселькупским районом Ямало-Ненецкого автономного округа.
Бывшая железнодорожная станция на незавершённой Трансполярной магистрали Чум — Салехард — Надым — Игарка.

## Население
| 2010 |
| ---- |
| 20   |

На 2015 год население составляет 3 человека (работники метеостанции).